# 딩후구

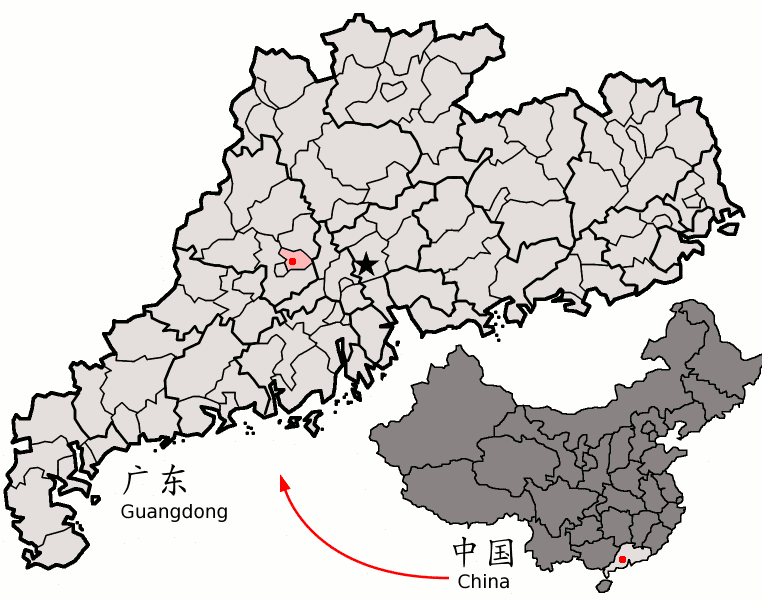
딩후 구의 위치

딩후구(한국어: 정호구, 중국어: 鼎湖区, 병음: Dǐnghú Qū)는 중화인민공화국 광둥성 자오칭 시의 현급 행정구역이다. 넓이는 506km2이고, 인구는 2007년 기준으로 150,000명이다.

## 행정 구역
3개 가도, 4개 진을 관할한다.
- 가도: 桂城街道, 坑口街道, 广利街道.
- 진: 永安镇, 沙浦镇, 凤凰镇, 莲花镇.